# Copa Federació 2017 (tennis)
La Copa Federació 2017 de tennis, coneguda oficialment com a Fed Cup by BNP Paribas 2017, correspon a la 55a edició de la Copa Federació de tennis, la competició nacional de tennis més important en categoria femenina.
L'equip estatunidenc va guanyar el divuitè títol del seu palmarès, destacant-se més com a equip més guardonat d'aquesta competició malgrat que des de l'any 2000 que no aconseguia imposar-se en la final.

## Grup Mundial
| Equips participants | Equips participants | Equips participants | Equips participants |
| ------------------- | ------------------- | ------------------- | ------------------- |
| Alemanya (3)        | Belarús             | Espanya             | Estats Units        |
| França (2)          | Països Baixos (4)   | Suïssa              | Txèquia (1)         |

### Quadre
|  | Primera ronda 11 - 12 de febrer          | Primera ronda 11 - 12 de febrer | Primera ronda 11 - 12 de febrer |                                            |         | Semifinals 22 - 23 d'abril | Semifinals 22 - 23 d'abril     | Semifinals 22 - 23 d'abril |   |  | Final 11 - 12 de novembre | Final 11 - 12 de novembre | Final 11 - 12 de novembre |
|  |                                          |                                 |                                 |                                            |         |                            |                                |                            |   |  |                           |                           |                           |
|  | Ostrava, República Txeca (dura interior) |                                 |                                 |                                            |         |                            |                                |                            |   |  |                           |                           |                           |
|  | 1                                        | Txèquia                         | 3                               |                                            |         |                            |                                |                            |   |  |                           |                           |                           |
|  | 1                                        | Txèquia                         | 3                               | Wesley Chapel, Estats Units (terra batuda) |         |                            |                                |                            |   |  |                           |                           |                           |
|  |                                          | Espanya                         | 2                               |                                            |         |                            |                                |                            |   |  |                           |                           |                           |
|  |                                          | Espanya                         | 2                               | 1                                          | Txèquia | 2                          |                                |                            |   |  |                           |                           |                           |
|  | Maui, Estats Units (dura)                |                                 |                                 | 1                                          | Txèquia | 2                          |                                |                            |   |  |                           |                           |                           |
|  |                                          |                                 | Estats Units                    | 3                                          |         |                            |                                |                            |   |  |                           |                           |                           |
|  | 3                                        | Alemanya                        | Estats Units                    | 3                                          | 0       |                            |                                |                            |   |  |                           |                           |                           |
|  | 3                                        | Alemanya                        |                                 |                                            | 0       |                            | Minsk, Belarús (dura interior) |                            |   |  |                           |                           |                           |
|  |                                          | Estats Units                    | 4                               |                                            |         |                            |                                |                            |   |  |                           |                           |                           |
|  |                                          |                                 |                                 |                                            |         |                            |                                | Estats Units               | 3 |  |                           |                           |                           |
|  | Minsk, Belarús (dura interior)           |                                 |                                 |                                            |         |                            |                                | Estats Units               | 3 |  |                           |                           |                           |
|  |                                          |                                 | Belarús                         | 2                                          |         |                            |                                |                            |   |  |                           |                           |                           |
|  |                                          | Belarús                         | Belarús                         | 2                                          | 4       |                            |                                |                            |   |  |                           |                           |                           |
|  |                                          | Belarús                         | Minsk, Belarús (dura interior)  |                                            | 4       |                            |                                |                            |   |  |                           |                           |                           |
|  | 4                                        | Països Baixos                   | 1                               |                                            |         |                            |                                |                            |   |  |                           |                           |                           |
|  | 4                                        | Països Baixos                   | 1                               |                                            |         | Belarús                    | 3                              |                            |   |  |                           |                           |                           |
|  | Ginebra, Suïssa (dura interior)          |                                 |                                 |                                            |         | Belarús                    | 3                              |                            |   |  |                           |                           |                           |
|  |                                          |                                 | Suïssa                          | 2                                          |         |                            |                                |                            |   |  |                           |                           |                           |
|  |                                          | Suïssa                          | Suïssa                          | 2                                          | 4       |                            |                                |                            |   |  |                           |                           |                           |
|  |                                          | Suïssa                          |                                 |                                            | 4       |                            |                                |                            |   |  |                           |                           |                           |
|  | 2                                        | França                          | 1                               |                                            |         |                            |                                |                            |   |  |                           |                           |                           |

## Play-off del Grup Mundial
Els partits del Play-off del Grup Mundial es van disputar el 22 i 23 d'abril de 2017 i hi van participar els quatre equips perdedors de la primera ronda del Grup Mundial contra els quatre equips guanyadors del Grup Mundial II. L'elecció dels caps de sèrie es va basar en el rànquing de la Copa Federació.
| Seu (superfície)                                               | Equip local  | Resultat | Equip visitant    |
| -------------------------------------------------------------- | ------------ | -------- | ----------------- |
| Halle André Vacheresse, Roanne, França (terra batuda interior) | França (1)   | 4 − 0    | Espanya           |
| Small Sports Arena, Moscou, Rússia (terra batuda interior)     | Rússia (2)   | 2 − 3    | Bèlgica           |
| Porsche Arena, Stuttgart, Alemanya (terra batuda interior)     | Alemanya (3) | 3 − 2    | Ucraïna           |
| AEGON Arena, Bratislava, Eslovàquia (terra batuda interior)    | Eslovàquia   | 2 − 3    | Països Baixos (4) |

## Grup Mundial II
Els partits del Grup Mundial II es van disputar l'11 i 12 de febrer de 2017. Els vencedors van accedir al Play-off del Grup Mundial, mentre que els derrotats van accedir al Play-off del Grup Mundial II.
| Seu (superfície)                                             | Equip local | Resultat | Equip visitant       |
| ------------------------------------------------------------ | ----------- | -------- | -------------------- |
| Druzhba Sport Complex, Moscou, Rússia (dura interior)        | Rússia (1)  | 4 − 1    | República de la Xina |
| PalaGalassi, Forlì, Itàlia (terra batuda interior)           | Itàlia (2)  | 2 − 3    | Eslovàquia           |
| Palace of Sports Lokomotiv, Khàrkiv, Ucraïna (dura interior) | Ucraïna     | 3 − 1    | Austràlia (3)        |
| Sala Polivalenta, Bucarest, Romania (dura interior)          | Romania (4) | 1 − 3    | Bèlgica              |

## Play-off del Grup Mundial II
Els partits del Play-off del Grup Mundial es van disputar el 22 i 23 d'abril de 2017 i hi van participar els quatre equips perdedors del Grup Mundial II i els quatre equips classificats del Grup I del sectors. L'elecció dels caps de sèrie es va basar en el rànquing de la Copa Federació.
| Seu (superfície)                                                 | Equip local | Resultat | Equip visitant       |
| ---------------------------------------------------------------- | ----------- | -------- | -------------------- |
| Circolo Tennis Barletta, Barletta, Itàlia (terra batuda)         | Itàlia (1)  | 3 − 1    | República de la Xina |
| Tenis Club IDU, Constanța, Romania (terra batuda)                | Romania (2) | 3 − 2    | Regne Unit           |
| Kristalna Dvorana Sports Hall, Zrenjanin, Sèrbia (dura interior) | Sèrbia      | 0 − 4    | Austràlia (3)        |
| Uniprix Stadium, Mont-real, Canadà (dura interior)               | Canadà (4)  | 3 − 1    | Kazakhstan           |

## Sector Àfrica/Europa

### Grup I
Els partits del Grup I del sector africano-europeu es van disputar entre el 6 i el 12 de febrer de 2017 sobre pista dura interior en el Tallink Tennis Centre de Tallin, Estònia. Dividits en dos grups de quatre països i dos de tres, els vencedors dels grups es van enfrontar en una eliminatòria, i els dos vencedors van accedir al Play-off del Grup Mundial II. El mateix cas pels perdedors dels quatre grups, on els perdedors van descendir al Grup II del sector Àfrica/Europa.
Grup A
|             | Polònia | Àustria | Geòrgia | V − D | Partits | Pos. |
| Polònia (1) |         | 2−1     | 2−1     | 2−0   | 4−2     | 1    |
| Àustria     | 1−2     |         | 2−1     | 1−1   | 3−3     | 2    |
| Geòrgia     | 1−2     | 1−2     |         | 0−2   | 2−4     | 3    |

Grup B
|                      | Croàcia | Bòsnia i Hercegovina | Hongria | V − D | Partits | Pos. |
| Croàcia (2)          |         | 3−0                  | 2−1     | 2−0   | 5−1     | 1    |
| Bòsnia i Hercegovina | 0−3     |                      | 0−3     | 0−2   | 0−6     | 3    |
| Hongria              | 1−2     | 3−0                  |         | 1−1   | 4−2     | 2    |

Grup C
|                | Regne Unit | Letònia | Portugal | Turquia | V − D | Partits | Pos. |
| Regne Unit (3) |            | 3−0     | 3−0      | 3−0     | 3−0   | 9−0     | 1    |
| Letònia        | 0−3        |         | 3−0      | 2−1     | 2−1   | 5−4     | 2    |
| Portugal       | 0−3        | 0−3     |          | 1−2     | 0−3   | 1−8     | 4    |
| Turquia        | 0−3        | 1−2     | 2−1      |         | 1−2   | 3−6     | 3    |

Grup D
|              | Bulgària | Estònia | Israel | Sèrbia | V − D | Partits | Pos. |
| Bulgària (4) |          | 1−2     | 2−1    | 1−2    | 1−2   | 4−5     | 3    |
| Estònia      | 2−1      |         | 2−1    | 1−2    | 2−1   | 5−4     | 2    |
| Israel       | 1−2      | 1−2     |        | 1−2    | 0−3   | 3−6     | 4    |
| Sèrbia       | 2−1      | 2−1     | 2−1    |        | 3−0   | 6−3     | 1    |

Play-offs
| Ronda         | Equip A              | Resultat | Equip B        |
| ------------- | -------------------- | -------- | -------------- |
| Ascens        | Polònia (1)          | 1 − 2    | Sèrbia         |
| Ascens        | Croàcia (2)          | 1 − 2    | Regne Unit (3) |
| Cinquè / Sisè | Àustria              | 2 − 1    | Estònia        |
| Cinquè / Sisè | Hongria              | 2 − 0    | Letònia        |
| Descens       | Geòrgia              | 2 − 1    | Israel         |
| Descens       | Bòsnia i Hercegovina | 1 − 2    | Portugal       |

### Grup II
Els partits del Grup II del sector africano-europeu es van disputar entre el 19 i el 22 d'abril de 2017 sobre pista dura interior en el Siauliai Tennis School de Šiauliai, Lituània. Dividits en dos grups de quatre països, els dos primers classificats de cada grup es van enfrontar entre si en una eliminatòria, i els dos vencedors van accedir al Grup I del sector. El mateix cas pels perdedors d'ambdós grups, on els perdedors van descendir al Grup III del sector Àfrica/Europa.
Grup A
|                | Sud-àfrica | Noruega | Eslovènia | Suècia | V − D | Partits | Pos. |
| Sud-àfrica (1) |            | 0−3     | 0−3       | 0−3    | 0−3   | 0−9     | 4    |
| Noruega        | 3−0        |         | 2−1       | 0−3    | 2−1   | 5−4     | 3    |
| Eslovènia      | 3−0        | 1−2     |           | 3−0    | 2−1   | 7−2     | 1    |
| Suècia         | 3−0        | 3−0     | 0−3       |        | 2−1   | 6−3     | 2    |

Grup B
|              | Lituània | Dinamarca | Egipte | Luxemburg | V − D | Partits | Pos. |
| Lituània (2) |          | 0−3       | 2−1    | 0−3       | 1−2   | 2−7     | 4    |
| Dinamarca    | 3−0      |           | 2−1    | 2−1       | 3−0   | 7−2     | 1    |
| Egipte       | 1−2      | 1−2       |        | 2−1       | 1−2   | 4−5     | 3    |
| Luxemburg    | 3−0      | 1−2       | 1−2    |           | 1−2   | 5−4     | 2    |

Play-offs
| Ronda   | Equip A        | Resultat | Equip B      |
| ------- | -------------- | -------- | ------------ |
| Ascens  | Eslovènia      | 2 − 0    | Luxemburg    |
| Ascens  | Suècia         | 2 − 1    | Dinamarca    |
| Descens | Noruega        | 2 − 0    | Lituània (2) |
| Descens | Sud-àfrica (1) | 0 − 2    | Egipte       |

### Grup III
Els partits del Grup III del sector africano-europeu es van disputar entre el 12 i el 17 de juny de 2017 sobre terra batuda exterior en el Tennis Club Acvila de Chișinău, Moldàvia. Dividits en tres grups de cinc països i un de sis, els primers classificats de cada grup es van enfrontar entre si en una eliminatòria, i els dos vencedors van accedir al Grup II del sector Àfrica/Europa.
Grup A
|         | Grècia | Armènia | Malta | V − D | Partits | Pos. |
| Grècia  |        | 3−0     | 2−1   | 2−0   | 5−1     | 1    |
| Armènia | 0−3    |         | 0−3   | 0−2   | 0−6     | 3    |
| Malta   | 1−2    | 3−0     |       | 1−1   | 3−3     | 2    |

Grup B
|          | Irlanda | Xipre | Kenya | Islàndia | V − D | Partits | Pos. |
| Irlanda  |         | 1−2   | 2−1   | 3−0      | 2−1   | 6−3     | 2    |
| Xipre    | 2−1     |       | 3−0   | 3−0      | 3−0   | 8−1     | 1    |
| Kenya    | 1−2     | 0−3   |       | 2−1      | 1−2   | 3−6     | 3    |
| Islàndia | 0−3     | 0−3   | 1−2   |          | 0−3   | 1−8     | 4    |

Grup C
|                    | Finlàndia | Macedònia del Nord | Tunísia | Camerun | V − D | Partits | Pos. |
| Finlàndia          |           | 3−0                | 2−1     | 3−0     | 3−0   | 8−1     | 1    |
| Macedònia del Nord | 0−3       |                    | 0−3     | 3−0     | 1−2   | 3−6     | 3    |
| Tunísia            | 1−2       | 3−0                |         | 3−0     | 2−1   | 7−2     | 2    |
| Camerun            | 0−3       | 0−3                | 0−3     |         | 0−3   | 0−9     | 4    |

Grup D
|          | Moldàvia | Marroc | Algèria | Moçambic | V − D | Partits | Pos. |
| Moldàvia |          | 3−0    | 3−0     | 3−0      | 3−0   | 9−0     | 1    |
| Marroc   | 0−3      |        | 3−0     | 3−0      | 2−1   | 6−3     | 2    |
| Algèria  | 0−3      | 0−3    |         | 3−0      | 1−2   | 3−6     | 3    |
| Moçambic | 0−3      | 0−3    | 0−3     |          | 0−3   | 0−9     | 4    |

Play-offs
| Ronda          | Equip A  | Resultat | Equip B            |
| -------------- | -------- | -------- | ------------------ |
| Ascens         | Grècia   | 2 − 0    | Finlàndia          |
| Ascens         | Xipre    | 0 − 2    | Moldàvia           |
| Cinquè/Vuitè   | Malta    | 2 − 1    | Tunísia            |
| Cinquè/Vuitè   | Irlanda  | 1 − 2    | Marroc             |
| Novè/Dotzè     | Armènia  | 1 − 2    | Macedònia del Nord |
| Novè/Dotzè     | Kenya    | 0 − 2    | Algèria            |
| Tretzè/Catorzè | Islàndia | 3 − 0    | Moçambic           |
| Quinzè         | Camerun  |          |                    |

## Sector Amèrica

### Grup I
Els partits del Grup I del sector americà es van disputar entre el 6 i el 12 de febrer de 2017 sobre pista dura exterior en el Club Deportivo la Asunción de Metepec, Mèxic. Dividits en dos grups de quatre i cinc països, els vencedors dels grups es van enfrontar en una eliminatòria, i el vencedor va accedir al Play-off del Grup Mundial II. Els dos darrers classificats de cada grup es van enfrontar en una eliminatòria, on els perdedors van descendir al Grup II del sector americà.
Grup A
|            | Canadà | Bolívia | Paraguai | Veneçuela | V − D | Partits | Pos. |
| Canadà (1) |        | 3−0     | 3−0      | 2−1       | 3−0   | 8−1     | 1    |
| Bolívia    | 0−3    |         | 0−3      | 0−3       | 0−3   | 0−9     | 4    |
| Paraguai   | 0−3    | 3−0     |          | 2−1       | 2−1   | 5−4     | 2    |
| Veneçuela  | 1−2    | 3−0     | 1−2      |           | 1−2   | 5−4     | 3    |

Grup B
|               | Argentina | Brasil | Xile | Colòmbia | Mèxic | V − D | Partits | Pos. |
| Argentina (2) |           | 2−1    | 1−2  | 3−0      | 2−1   | 3−1   | 8−4     | 1    |
| Brasil        | 1−2       |        | 1−2  | 1−2      | 3−0   | 1−3   | 6−6     | 4    |
| Xile          | 2−1       | 2−1    |      | 1−2      | 2−1   | 3−1   | 7−5     | 2    |
| Colòmbia      | 0−3       | 2−1    | 2−1  |          | 1−2   | 2−2   | 5−7     | 3    |
| Mèxic         | 1−2       | 0−3    | 1−2  | 2−1      |       | 1−3   | 4−8     | 5    |

Play-offs
| Ronda          | Equip A    | Resultat | Equip B       |
| -------------- | ---------- | -------- | ------------- |
| Ascens         | Canadà (1) | 2 − 0    | Argentina (2) |
| Tercer / Quart | Paraguai   | 2 − 0    | Xile          |
| Descens        | Veneçuela  | 2 − 0    | Mèxic         |
| Descens        | Bolívia    | 0 − 2    | Brasil        |

### Grup II
Els partits del Grup II del sector americà es van disputar entre el 19 i el 22 de juliol de 2017 sobre terra batuda exterior de Centro de Alto Rendimiento Fred Maduro de Ciutat de Panamà, Panamà. Dividits en tres grups de tres països i un de quatre, els dos primers classificats de cada grup es van enfrontar en una eliminatòria per determinar els dos països que van accedir al Grup I del sector americà.
Grup A
|             | Equador | Uruguai | Cuba | V − D | Partits | Pos. |
| Equador (1) |         | 2−1     | 2−1  | 2−0   | 4−2     | 1    |
| Uruguai     | 1−2     |         | 1−2  | 0−2   | 2−4     | 3    |
| Cuba        | 1−2     | 2−1     |      | 1−1   | 3−3     | 2    |

Grup B
|                      | Guatemala | República Dominicana | Barbados | V − D | Partits \| | Pos. |
| Guatemala (2)        |           | 3−0                  | 3−0      | 2−0   | 6−0        | 1    |
| República Dominicana | 0−3       |                      | 3−0      | 1−1   | 3−3        | 2    |
| Barbados             | 0−3       | 0−3                  |          | 0−2   | 0−6        | 3    |

Grup C
|                   | Puerto Rico | Trinitat i Tobago | Hondures | V − D | Partits | Pos. |
| Puerto Rico (3)   |             | 2−1               | 3−0      | 2−0   | 5−1     | 1    |
| Trinitat i Tobago | 1−2         |                   | 2−1      | 1−1   | 3−3     | 2    |
| Hondures          | 0−3         | 1−2               |          | 0−2   | 1−5     | 3    |

Grup D
|            | Perú | Costa Rica | Bahames | Panamà | V − D | Partits | Pos. |
| Perú (4)   |      | 3−0        | 3−0     | 3−0    | 3−0   | 9−0     | 1    |
| Costa Rica | 0−3  |            | 3−0     | 2−1    | 2−1   | 5−4     | 2    |
| Bahames    | 0−3  | 0−3        |         | 2−1    | 1−2   | 2−7     | 3    |
| Panamà     | 0−3  | 1−2        | 1−2     |        | 0−3   | 2−7     | 4    |

Play-offs
| Ronda          | Equip A              | Resultat | Equip B           |
| -------------- | -------------------- | -------- | ----------------- |
| Ascens         | Equador              | 0 − 2    | Puerto Rico       |
| Ascens         | Guatemala            | 2 − 1    | Perú              |
| Cinquè / Vuitè | Cuba                 | 2 − 1    | Trinitat i Tobago |
| Cinquè / Vuitè | República Dominicana | 1 − 1    | Costa Rica        |
| Novè / Dotzè   | Uruguai              | 1 − 1    | Hondures          |
| Novè / Dotzè   | Barbados             | 1 − 1    | Bahames           |
| Tretzè         | Panamà               |          |                   |

## Sector Àsia/Oceania

### Grup I
Els partits del Grup I del sector asiàtico-oceànic es van disputar entre el 6 i el 12 de febrer de 2017 sobre pista dura interior de National Tennis Centre d'Astanà, Kazakhstan. Dividits en dos grups de tres i quatre països, els vencedors dels grups es van enfrontar en una eliminatòria per determinar el país que va accedir al Play-off del Grup Mundial II. Els dos equips pitjor classificats dels grups es van enfrontar en una eliminatòria, on els perdedor va descendir al Grup II del sector Àsia/Oceania.
Grup A
|               | Tailàndia | Kazakhstan | Corea del Sud | V − D | Partits | Pos. |
| Tailàndia (1) |           | 0−3        | 0−3           | 0−2   | 0−6     | 3    |
| Kazakhstan    | 3−0       |            | 2−1           | 2−0   | 5−1     | 1    |
| Corea del Sud | 3−0       | 1−2        |               | 1−1   | 4−2     | 2    |

Grup B
|                     | R.P. de la Xina | Índia | Japó | Filipines | V − D | Partits | Pos. |
| R.P. de la Xina (2) |                 | 3−0   | 0−3  | 3−0       | 2−1   | 6−3     | 2    |
| Índia               | 0−3             |       | 0−3  | 2−1       | 1−2   | 2−7     | 3    |
| Japó                | 3−0             | 3−0   |      | 3−0       | 3−0   | 9−0     | 1    |
| Filipines           | 0−3             | 1−2   | 0−3  |           | 0−3   | 1−8     | 4    |

Play-offs
| Ronda          | Equip A       | Resultat | Equip B             |
| -------------- | ------------- | -------- | ------------------- |
| Ascens         | Kazakhstan    | 2 − 1    | Japó                |
| Tercer / Quart | Corea del Sud | 0 − 2    | R.P. de la Xina (2) |
| Descens        | Tailàndia (1) | 2 − 0    | Filipines           |

### Grup II
Els partits del Grup II del sector asiàtico-oceànic es van disputar entre el 17 i el 23 de juliol de 2017 sobre pista dura exterior de Dushanbe Central Stadium de Duixanbe, Tadjikistan. Dividits en tres grups de tres països i un de quatre, els vencedors dels grups es van enfrontar en una eliminatòria per determinar el país que va accedir al Grup I del sector Àsia/Oceania.
Grup A
|                | Uzbekistan | Turkmenistan | Nova Zelanda | V − D | Partits | Pos. |
| Uzbekistan (1) |            | 3−0          | 3−0          | 2−0   | 6−0     | 1    |
| Turkmenistan   | 0−3        |              | 0−3          | 0−2   | 0−6     | 3    |
| Nova Zelanda   | 0−3        | 3−0          |              | 1−1   | 3−3     | 2    |

Grup B
|                 | Hong Kong | Pacific Oceania | Iran | V − D | Partits | Pos. |
| Hong Kong (2)   |           | 3−0             | 3−0  | 2−0   | 6−0     | 1    |
| Pacific Oceania | 0−3       |                 | 3−0  | 1−1   | 3−3     | 2    |
| Iran            | 0−3       | 0−3             |      | 0−2   | 0−6     | 3    |

Grup C
|              | Singapur | Malàisia | Pakistan | V − D | Partits | Pos. |
| Singapur (3) |          | 0−3      | 3−0      | 1−1   | 3−3     | 2    |
| Malàisia     | 3−0      |          | 3−0      | 2−0   | 6−0     | 1    |
| Pakistan     | 0−3      | 0−3      |          | 0−2   | 0−6     | 3    |

Grup D
|               | Indonèsia | Sri Lanka | Kirguizstan | Tadjikistan | V − D | Partits | Pos. |
| Indonèsia (4) |           | 3−0       | 3−0         | 3−0         | 3−0   | 9−0     | 1    |
| Sri Lanka     | 0−3       |           | 3−0         | 2−1         | 2−1   | 5−4     | 2    |
| Kirguizstan   | 0−3       | 0−3       |             | 1−2         | 0−3   | 1−8     | 4    |
| Tadjikistan   | 0−3       | 1−2       | 2−1         |             | 1−2   | 3−6     | 3    |

Play-offs
| Ronda          | Ronda          | Equip A         | Resultat | Equip B     |
| -------------- | -------------- | --------------- | -------- | ----------- |
| Ascens         | 2R             | Uzbekistan      | 1 − 2    | Hong Kong   |
| Ascens         | 1R             | Uzbekistan      | 2 − 1    | Indonèsia   |
| Ascens         | 1R             | Hong Kong       | 3 − 0    | Malàisia    |
| Cinquè / Vuitè | Cinquè / Vuitè | Nova Zelanda    | 2 − 0    | Sri Lanka   |
| Cinquè / Vuitè | Cinquè / Vuitè | Pacific Oceania | 3 − 0    | Singapur    |
| Novè / Dotzè   | Novè / Dotzè   | Turkmenistan    | 0 − 2    | Tadjikistan |
| Novè / Dotzè   | Novè / Dotzè   | Iran            | 2 − 1    | Pakistan    |
| Tretzè         | Tretzè         | Kirguizstan     |          |             |

## Resum
| Grup            | Grup      | Països                                                  |
| --------------- | --------- | ------------------------------------------------------- |
| Grup Mundial    | Campió    | Estats Units                                            |
| Grup Mundial    | Finalista | Belarús                                                 |
| Grup Mundial    | Descens   | Espanya                                                 |
| Grup Mundial II | Ascens    | Bèlgica                                                 |
| Grup Mundial II | Descens   | República de la Xina                                    |
| Grup I          | Ascens    | Canadà                                                  |
| Grup I          | Descens   | Bolívia, Bòsnia i Hercegovina, Filipines, Israel, Mèxic |
| Grup II         | Ascens    | Eslovènia, Guatemala, Hong Kong, Puerto Rico, Suècia    |
| Grup II         | Descens   | Lituània, Sud-àfrica                                    |
| Grup III        | Ascens    | Grècia, Moldàvia                                        |

## Rànquing
| Rànquing de la Copa Federació ITF 2017 | Rànquing de la Copa Federació ITF 2017 | Rànquing de la Copa Federació ITF 2017 | Rànquing de la Copa Federació ITF 2017 | Rànquing de la Copa Federació ITF 2017 | Rànquing de la Copa Federació ITF 2017 |
| Pos.                                   | País                                   | Punts                                  | Eliminatòries                          | Ant.                                   | Mov.                                   |
| -------------------------------------- | -------------------------------------- | -------------------------------------- | -------------------------------------- | -------------------------------------- | -------------------------------------- |
| 1                                      | Txèquia                                | 29.852,50                              | 11                                     | 1                                      | =                                      |
| 2                                      | Estats Units                           | 22.172,50                              | 9                                      | 10                                     | 8                                      |
| 3                                      | Belarús                                | 14.580,00                              | 14                                     | 8                                      | 5                                      |
| 4                                      | França                                 | 12.925,00                              | 9                                      | 2                                      | 5                                      |
| 5                                      | Suïssa                                 | 9.465,00                               | 8                                      | 7                                      | 2                                      |
| 6                                      | Alemanya                               | 8392,50                                | 9                                      | 3                                      | 3                                      |
| 7                                      | Països Baixos                          | 7732,50                                | 11                                     | 5                                      | 2                                      |
| 8                                      | Rússia                                 | 7302,50                                | 9                                      | 4                                      | 4                                      |
| 9                                      | Bèlgica                                | 5990,00                                | 15                                     | 14                                     | 5                                      |
| 10                                     | Ucraïna                                | 3885,00                                | 14                                     | 13                                     | 3                                      |